# Trachylepis polytropis
Trachylepis polytropis este o specie de șopârle din genul Trachylepis, familia Scincidae, descrisă de Boulenger 1903. Conform Catalogue of Life specia Trachylepis polytropis nu are subspecii cunoscute.